# Half Moon
Half Moon es un lugar designado por el censo ubicado en el condado de Onslow en el estado estadounidense de Carolina del Norte. La localidad en el año 2000, tenía una población de 6.645 habitantes en una superficie de 11.1 km², con una densidad poblacional de 597.7 personas por km².

## Geografía
Half Moon se encuentra ubicado en las coordenadas 34°49′2″N 77°27′14″O / 34.81722, -77.45389. Según la Oficina del Censo, la localidad tiene un área total de 11,1 km² (4,3 mi²), de la cual 11,1 km² (4,3 mi²) es tierra y 0 km² (0 mi²) (0.0%) es agua.

### Localidades adyacentes
El siguiente diagrama muestra a las localidades en un radio de 24 kilómetros (14,9 mi) de Half Moon.

## Demografía
En el 2000 la renta per cápita promedia del hogar era de $41.143, y el ingreso promedio para una familia era de $42.357. El ingreso per cápita para la localidad era de $15.233. En 2000 los hombres tenían un ingreso per cápita de $27.730 contra $20.698 para las mujeres. Alrededor del 7.70% de la población estaba bajo el umbral de pobreza nacional.